# جلائين تبة
جلائين تبة (بالفارسية: جلائین‌تپه) هي قرية تقع في غلستان في إيران. يقدر عدد سكانها بـ 132 نسمة .